# Hans Georg Schmid
Hans Georg Schmid (* 8. Oktober 1948 in Hergiswil, Kanton Nidwalden als Hansjörg Schmid; † 23. Juli 2007 in Basel) war ein Schweizer Berufspilot.
Schmid war langjähriger Linienpilot bei der Swissair, unter anderem sieben Jahre Captain auf MD 11. Danach widmete er sich leidenschaftlich der Kleinfliegerei und stellte insgesamt 164 aviatische Weltrekorde mit experimentellen Flugzeugen auf. 1997 flog er in einem selbstgebauten Leichtflugzeug, einer Long-Ez, nach Südafrika, ein Jahr später nach Südamerika.
Im Jahr 2000 brach er im Rahmen des Millennium Flight – Twice around the World von Zürich aus zu zwei erfolgreichen Weltumrundungen auf. In östlicher Richtung benötigte er 192 Stunden, in westlicher Richtung 201 Stunden. Beide Flüge absolvierte er auf einem selbstgebauten Flugzeug.
Zum Zeitpunkt seines Unfalltodes war Hans Georg Schmid verheiratet und Vater von zwei Kindern.

## Flugunglück über Basel

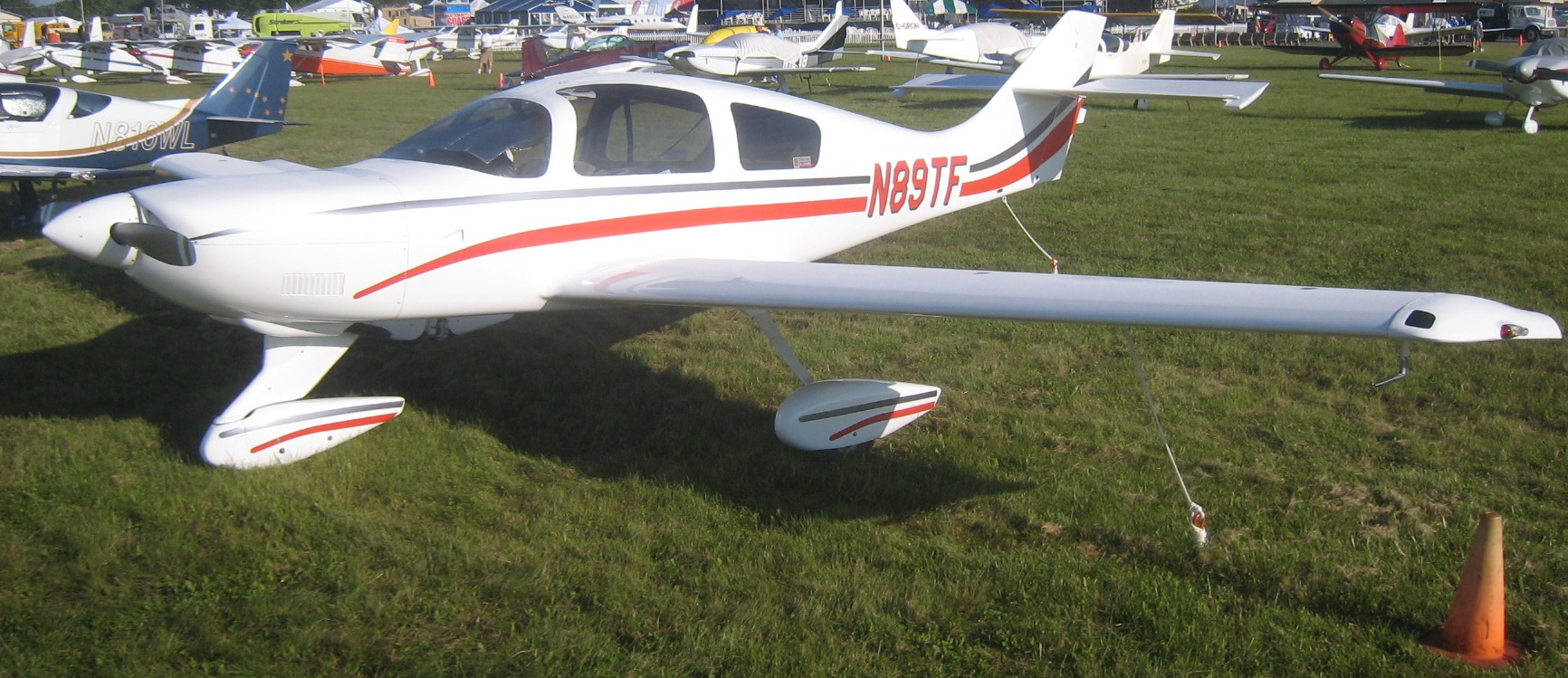
Eine Express, damals von der Firma Wheeler als Bausatz angeboten. Die Unfallmaschine, eine Express 2000 ER, ist ein ähnlich aussehendes Nachfolgermodell.

Am Morgen des 23. Juli 2007 brach Schmid in seinem speziell für diesen Weltrekord modifizierten Eigenbau-Flugzeug, einer Express 2000 ER mit dem Luftfahrzeugkennzeichen HB-YMN, am Flughafen Basel Mulhouse Freiburg zu einem rund 30-stündigen Nonstop-Flug über den Atlantik nach Oshkosh im US-Bundesstaat Wisconsin auf. Der Flug sollte im Gedenken an den ersten Nonstop-Alleinflug über den Atlantik durch Charles Lindbergh im Jahre 1927 stattfinden. Für den Herbst 2007 plante Weltrekordflieger Schmid zudem eine zweifache Erdumrundung über beide Pole.
Um 11.23 Uhr touchierte das Flugzeug an der Roggenburgstrasse ⊙ in Basel nach einer Flugstrecke von 3,8 Kilometern zunächst zwei Bäume. Danach prallte es in den Dachstock eines Wohnhauses, welcher sofort brannte. Der Brand und die Löscharbeiten zerstörten die oberen Wohnungen und verletzte zwei Bewohner sowie vier Rettungskräfte leicht. Der Pilot wurde auf einem Spielplatz vor dem Haus gefunden.
Zunächst war der Start verschoben worden, weil die Tanks überliefen. Dann wurden vier Bleiplatten unter die Seitenruder-Pedale gelegt, um den weit hinten liegenden Schwerpunkt zu entschärfen. Trotzdem kippte kurz vor dem Start das Flugzeug auf das Heck, wobei aber nur ein kleiner Lackschaden entstand. Die Aussage des Piloten, er habe zwei Knoten Gegenwind, wurde von einem Helfer nicht korrigiert. Bei der Startfreigabe wies der Tower auf fünf Knoten Rückenwind hin.
Mehrere Zeugen beobachteten, dass das Fahrwerk beim Startvorgang rauchte, weil sich das Material durch die sehr lange Rollstrecke erwärmt hatte. Das Abheben von der Piste erfolgte deutlich später als berechnet. Obschon von einem Fachmann des Experimentalflugzeugverbandes darauf hingewiesen, nach 700 Metern Rollstrecke den Start abzubrechen, hob Schmid – mit Mühe – erst nach 3400 m der 3900 m langen Piste ab. Der Unfallbericht weist darauf hin, dass ein Startabbruch gerade durch die Begleitung eines Feuerlöschfahrzeuges jederzeit ohne grosse Gefahr möglich gewesen sei. Filmaufnahmen zeigten, dass kurz nach dem Abheben das Höhenruder nach unten ausgeschlagen war – ein weiterer Hinweis auf den weit hinten liegenden Schwerpunkt.
Für diesen Weltrekord-Versuch benötigte das selbst gebaute Flugzeug, welches daher im Fachjargon als Experimental bezeichnet wird, eine Spezialbewilligung, um die zulässige Zuladung überschreiten zu dürfen. Diese hatte das Bundesamt für Zivilluftfahrt (BAZL) erst wenige Tage vor dem Start erteilt, und Schmid hatte keinen Testflug mit Übergewicht durchgeführt. Der Schwerpunkt des Flugzeuges war nicht korrekt berechnet worden. Die Untersuchungsstelle stellte als Unfallursache fest, dass das Flugzeug wegen seiner Masse, seines Schwerpunktes und seiner zu geringen Maximalleistung nicht in der Lage war, zu steigen, zu beschleunigen, oder Kurven zu fliegen. Zum Unfall beigetragen haben sowohl der Zeit- und Erfolgsdruck, welcher das Urteilsvermögen des Piloten beeinträchtigte, als auch die mangelhafte Begleitung des Projektes durch die zuständigen Stellen (schweizerischer Experimentalflugzeugverband und BAZL).